# Kupolofen

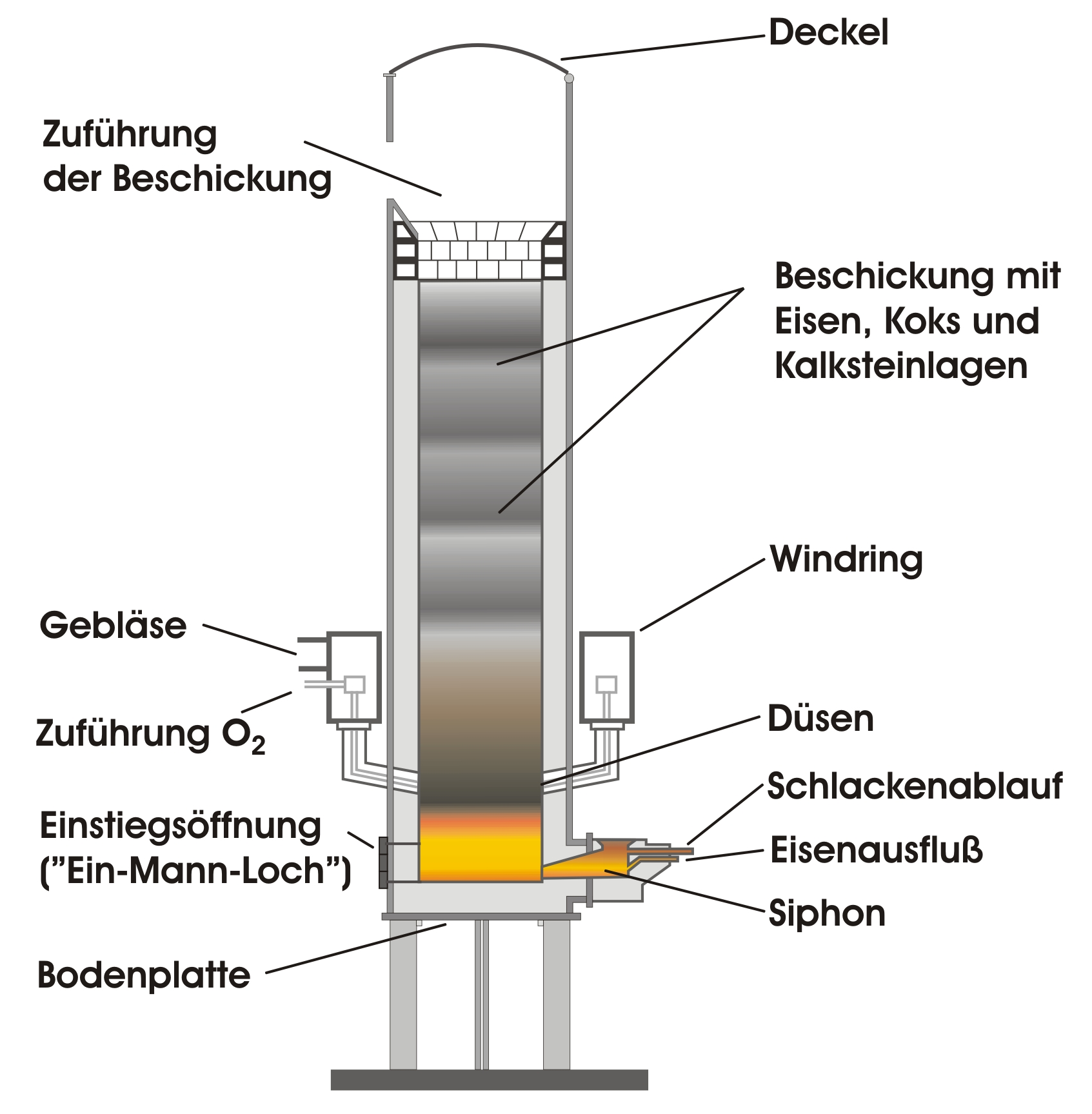
Schema eines Kupolofens

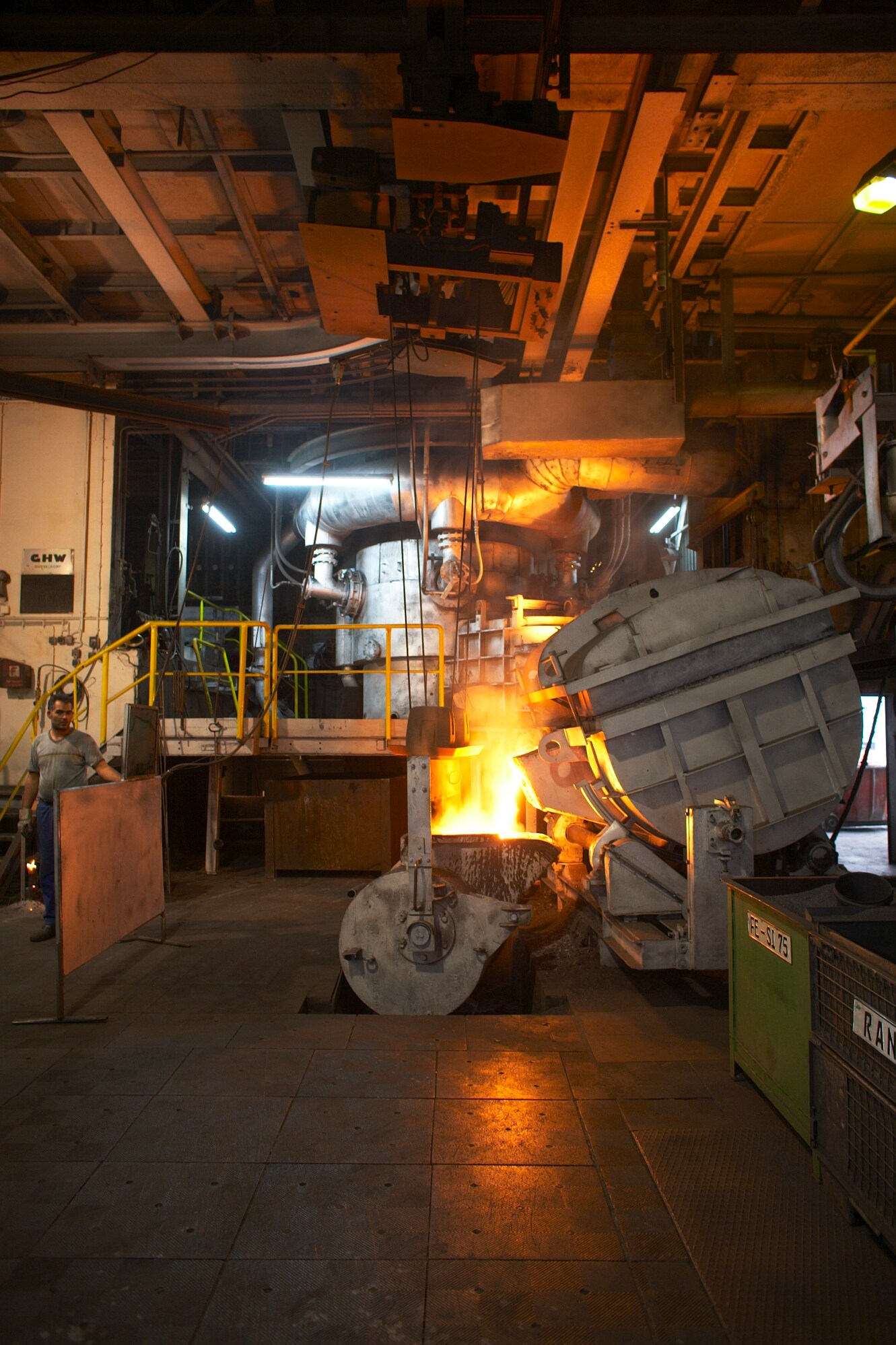
Kupolofen bei Heunisch-Guss

Der Kupolofen ist ein Schachtofen, in dem Metalle geschmolzen werden können. Kupolöfen werden zur Herstellung von Gusseisen aus Roheisen und Schrott eingesetzt. Der Kupolofen ähnelt in Aufbau und Betriebsweise stark dem Hochofen, ist bis zu 20 Meter hoch, erreicht aber nicht die Temperaturen, die zur Reduktion von Metallen aus ihren Erzen nötig sind.

## Geschichte
Kleinere Kupolöfen aus frühkeltischer Zeit wurden in Neuenbürg nachgewiesen. Es handelte sich um Kuppelöfen mit aufgesetztem Schacht und Schlackenabstichsloch. Eine Düsenöffnung zum Ansatz eines Blasebalgs liegt schräg oberhalb des Abstichslochs. Die Öfen waren in den Hang eingetieft (geringer Wärmeverlust).
Der moderne Kupolofen wurde 1794 von dem Engländer John Wilkinson (1727–1808) erfunden. Der Kupolofen machte den Eisenguss vom viel größeren Hochofen unabhängig, da damit das Eisenschmelzen ermöglicht wurde, ohne die viel höheren Temperaturen eines Hochofens zu benötigen.
Der Name „Kupolofen“ leitet sich von der Kuppel ab, in der der lange Ofenschacht noch aus dem Fabrikdach herausragte.

## Aufbau und Funktion
Um den Ofen zu starten, wird an seinem Grund ein Holzfeuer entzündet und mit Koks bedeckt. Bei neueren Öfen wird stattdessen Kohle in den Ofen gefüllt und mit Gasbrennern zum Glühen gebracht. Anschließend wird der Ofen bei brennender Glut mit mehreren Schichten aus Metall und Koks aufgefüllt und währenddessen mit Luft angeblasen. Dabei entstehen am Grund des Ofens Temperaturen bis zu 1.600 °C, die das Metall zum Schmelzen bringen. Je nachdem, ob die Luft vorgewärmt in den Ofen geleitet wird oder nicht, unterscheidet man zwischen Heißwind- und Kaltwind-Kupolöfen.
Zur Entnahme des Metalls muss der Ofen etwas oberhalb seines Grundes angestochen werden. An das Spundloch schließt ein Siphon an, der zwei Auslässe besitzt: Durch den oberen wird die Schlacke in einen Aufnahmebehälter abgeleitet, durch den anderen wird das Metall unter der Schlacke durchgedrückt und kann z. B. in einen Vorhalteofen geleitet werden. Die Funktion des Siphons ist nur aufgrund eines leichten Überdrucks im Ofen möglich. Die richtige Einstellung des Schlacken- und des Metallauslasses zur Bodenhöhe ist Erfahrungssache.

### Gusseisen
Eine besondere Bedeutung hat der Kupolofen für die Gusseisenherstellung. Dabei wird er mit Roheisen, Stahlschrott, Kreislaufmaterial und Maschinengussbruch beschickt. Die Einstellung des Kohlenstoffgehaltes des Gusseisens erfolgt über das Verhältnis Stahlschrott (geringer Kohlenstoffgehalt) zu Maschinengussbruch (hoher Kohlenstoffgehalt). Eine vermehrte Zugabe von Koks erhöht ebenfalls den Kohlenstoffgehalt. Ferner wird Kalk zugesetzt, um die beim Prozess entstehende saure Schlacke zu neutralisieren und besser fließfähig zu halten.
Auch durch Einblasen von Luft mit erhöhtem Sauerstoffgehalt lässt sich der Kohlenstoffgehalt des Gusseisens verringern.

## Weiterentwicklungen
Sogenannte kokslose Kupolöfen werden rein mit Erdgas oder Öl betrieben und haben eine bessere Wärmebilanz und niedrigere Emissionen. Da der Koks im Gegensatz zum Hochofen nicht für eine chemische Reaktion zwingend benötigt wird, ist diese Umstellung möglich.
Kupolöfen werden aber in zunehmendem Maß auch durch Induktionsöfen ersetzt, da diese im Gegensatz zum koksgefeuerten Kupolofen weniger Schlacke und Abfälle produzieren, flexibler in der Verwendung sind und mit ihnen die Zusammensetzung des Schmelzprodukts genauer eingestellt werden kann. Sie produzieren allerdings nicht kontinuierlich Schmelze. Nachteilig für die Herstellung von Gusseisen ist das nachträgliche Aufkohlen der Schmelze in einem Rinneninduktionsofen, außerdem können Induktionsöfen nur mit vorbehandeltem Schrott beschickt werden. Bei großen Mengen sind sie wegen ihres Betriebs mit elektrischer Energie weniger wirtschaftlich als ein Kupolofen. Allerdings wiegen die Vorteile des Induktionsofens die Nachteile in vielen Anwendungsfällen auf.